# Savoy Theatre
Savoy Theatre é um teatro de Londres localizado na cidade de Westminster, aberto em 10 de outubro de 1881 construído por Richard D'Oyly Carte no local do antigo palácio Savoy.